# Livek
Livek este o localitate din comuna Kobarid, Slovenia, cu o populație de 146 de locuitori.